# Thermogene watten

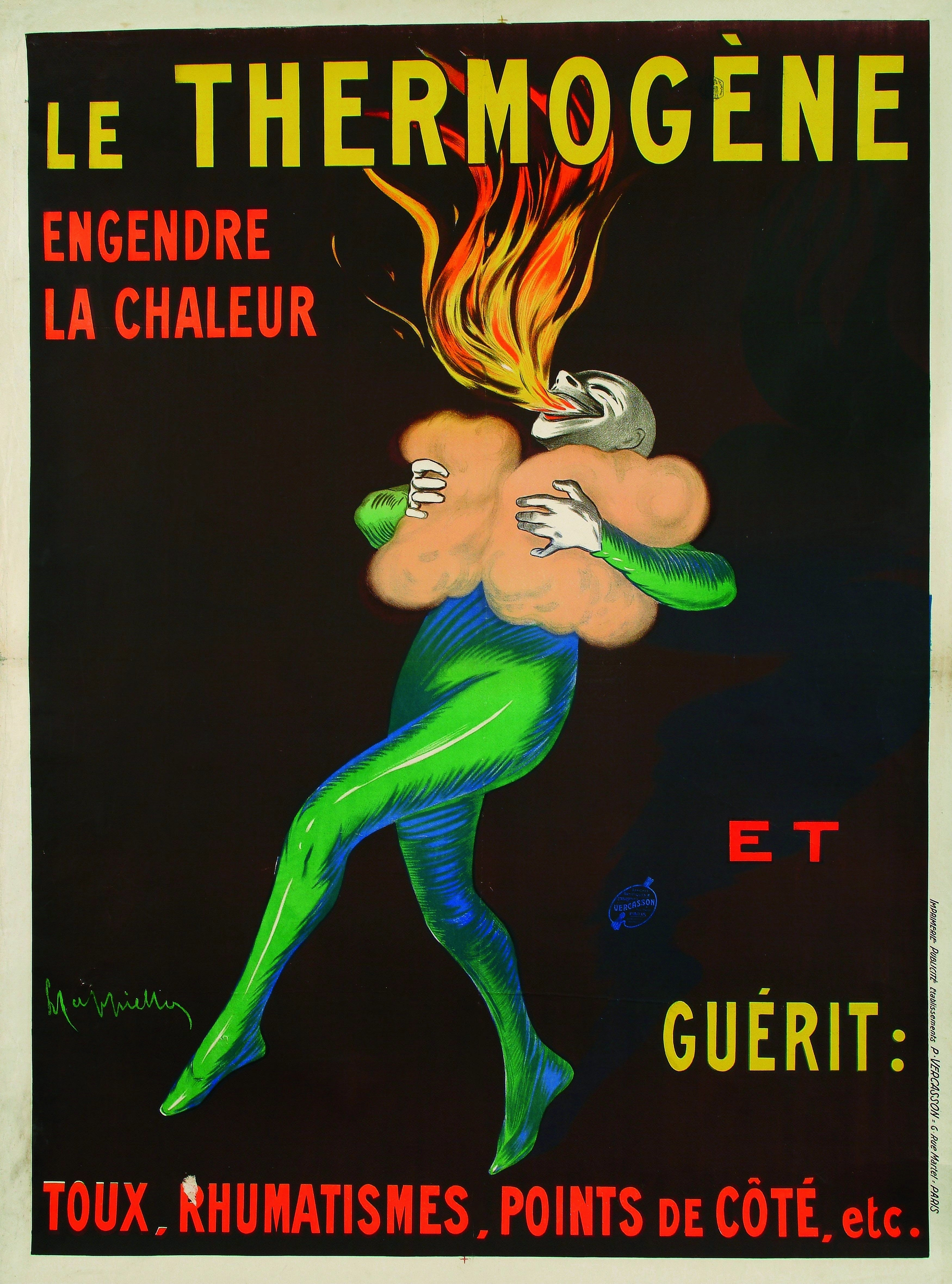
Etiket van een oud kartonnen doosje met opwekkende en oplossende watten Le Thermogene, kompres ter verlichting van hoest, verkoudheid, pijn en reumatiek

Thermogene watten zijn oranje katoenen watten, die gedrenkt zijn met een tinctuur van capsicum en kleurstoffen met E-nummers E110 en E121. Ze worden rechtstreeks op de huid aangebracht.

## Eigenschappen
Ze werken prikkelend en daardoor vaatverwijdend, vooral na bevochtiging met alcohol, als ze worden toegepast op de huid bij reumatische pijnen en gevoelige en pijnlijke zones. Dat levert daar een gevoel van verzachtende warmte. Ze kunnen meerdere keren gebruikt worden. De watten kunnen een lichte roodheid van de huid veroorzaken en zijn niet geschikt voor kinderen. 